# 问候

“欢迎”一词在各语言的翻译，在外国人或旅人经常光顾的许多地方显示，以欢迎各不同国籍的人。

问候是一种人与人（以及动物与动物）或群与群之间表达互相知晓、关心或者显示一种关系（通常密切）或是社会地位的交流方式。问候有时只是在开始对话或在路过时，例如在人行道上。不同文化中的问候方式不同，同一文化中不同社会地位和社会关系的人之间的问候方式也不尽相同，但是，所有已知的人类文化都存在着问候的风俗。人与人见面时的问候可以带有声音，也可以通过肢体的行为来表示，往往涉及两者的结合。本话题不包括军事和仪式上的敬礼，不过包括手势意外的其他仪式。沟通也可以以书面交流的方式表达，例如书信和电子邮件。
有些世代和文化有非常复杂的问候仪式，例如问候君主。相反地，秘密结社通常有暗号或晦涩难懂的问候形式，比如秘密握手，允许成员彼此识别。
一些语言文化中，同一句话或手势可作为问候以及告别。例：英语的“Good day”、夏威夷语的“Aloha”、希伯来语的“Shalom”印地语的“Namaste”、意大利语的“Ciao”、中文的“你好”。鞠躬和握手也用于问候以及辞别。

## 问候姿势

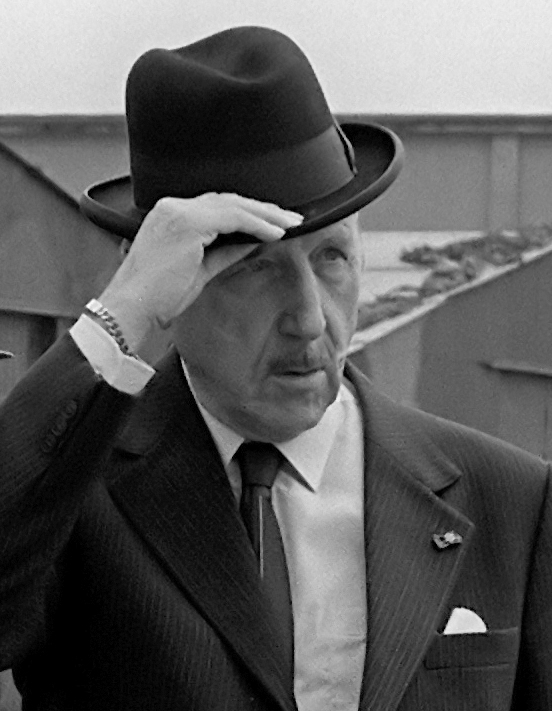
荷蘭平民出身的北約秘書長約瑟夫·倫斯在1983年的一次部隊校閱中觸摸帽子，以代替軍事行禮。當時，這已成為一種老式的社交問候，但它曾經是平常的。

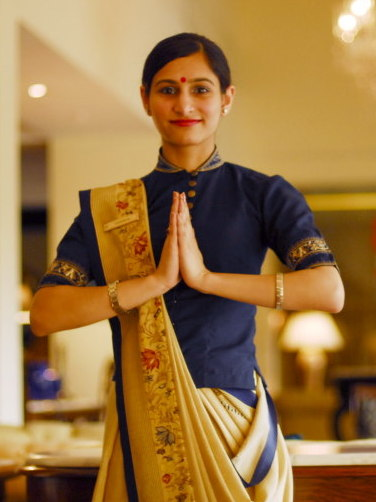
印度常見的合十禮

問候可以用多種不同的形式表達，例如親吻、握手、擁抱和各種手勢。問候的形式取決於社交禮節以及人與人之間的關係。
正式問候可能涉及口頭確認，有時還包括握手，但除此之外，面部表情、手勢、肢體語言和目光交流都可以發出預期的問候類型。手勢是最明顯的信號，例如張開雙臂向某人打招呼通常是一個擁抱的信號。相反地，交叉雙臂可以解釋為敵對的標誌。面部表情、肢體語言和眼神交流反映了情緒和興緻的高低。皺著眉頭、懶散和低落的眼神交流表示不感興趣，而微笑和旺盛的態度則表示歡迎。
世界各地使用許多不同的手勢作為簡單的問候。在西方文化中，握手非常普遍，儘管它在握力、搖動幅度、兩隻手的相對位置以及是否使用左手方面有許多細微的變化。
在西方歷史上男人通常在戶外戴著帽子時，向他們認識的人（有時甚至是不認識的人）問候包括觸摸、稍微抬起或以各種手勢取下帽子。從中世紀開始，這種基本手勢一直很普遍，直到20世紀中葉男人通常不再戴帽子為止。法國國王路易十四表示，他遇見婦女時至少會摸一下帽子。但是，這種手勢從未被女性使用過，因為她們考量端莊以免影響頭飾。當一個人沒有戴帽子時，他可能會在頭頂的側面撫摸自己的頭髮，以模仿戴帽時的手勢。這通常是由社會低階人士向高階人士做出的，例如農民面對地主的舉動，有時它也會被當作順從的隱喻。
阿拉伯語「色蘭」（意為“祝你平安”，源於手勢附帶的口語問候）是阿拉伯地區常見問候方式。同輩之間是雙方使用右手輕觸後，稍微鞠躬然後把手心印在自己的心口上；晚輩向長輩問候時同時會輕吻長輩的手背。要注意的是，在保守的伊斯蘭世界中，異性之間不允許握手。
漢字文化圈傳統的問候手勢為揖禮，又稱作揖、拱手，是把左右手食指、中指、無名指、尾指四指併攏，一掌撫托另一掌背交叉或平疊，掌心朝內，左右拇指相扣，兩手合抱，拱手為禮，以示尊重。一般情況下，男性作揖時左手包右手，女性則相反；凶禮如喪禮之類的場合則左右相反。當代常見的拱手禮之一是右拳放在左手的掌心，前後搖動兩次或三下，可能伴有頭點頭或鞠躬。該手勢可用於會議和聚會，以及表示感謝或道歉時。 
在印度，通常會看到合十禮的問候手勢，雙方各自將手掌壓在一起，輕輕地低下頭，緊貼心臟。

### 親吻

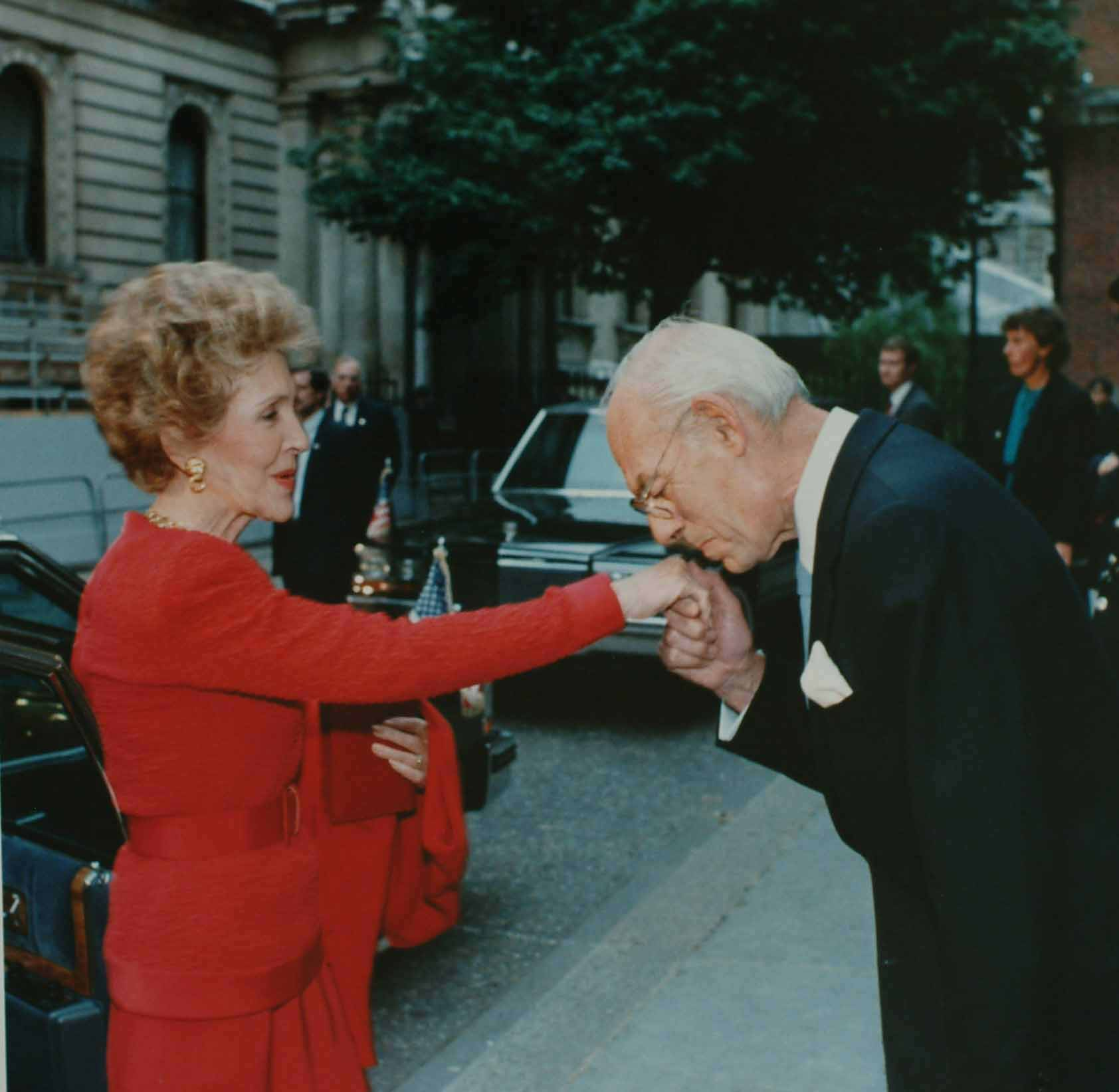
1988年，前英国首相撒切尔夫人之夫丹尼斯·撒切尔以吻手礼问候前美国第一夫人南希·里根。

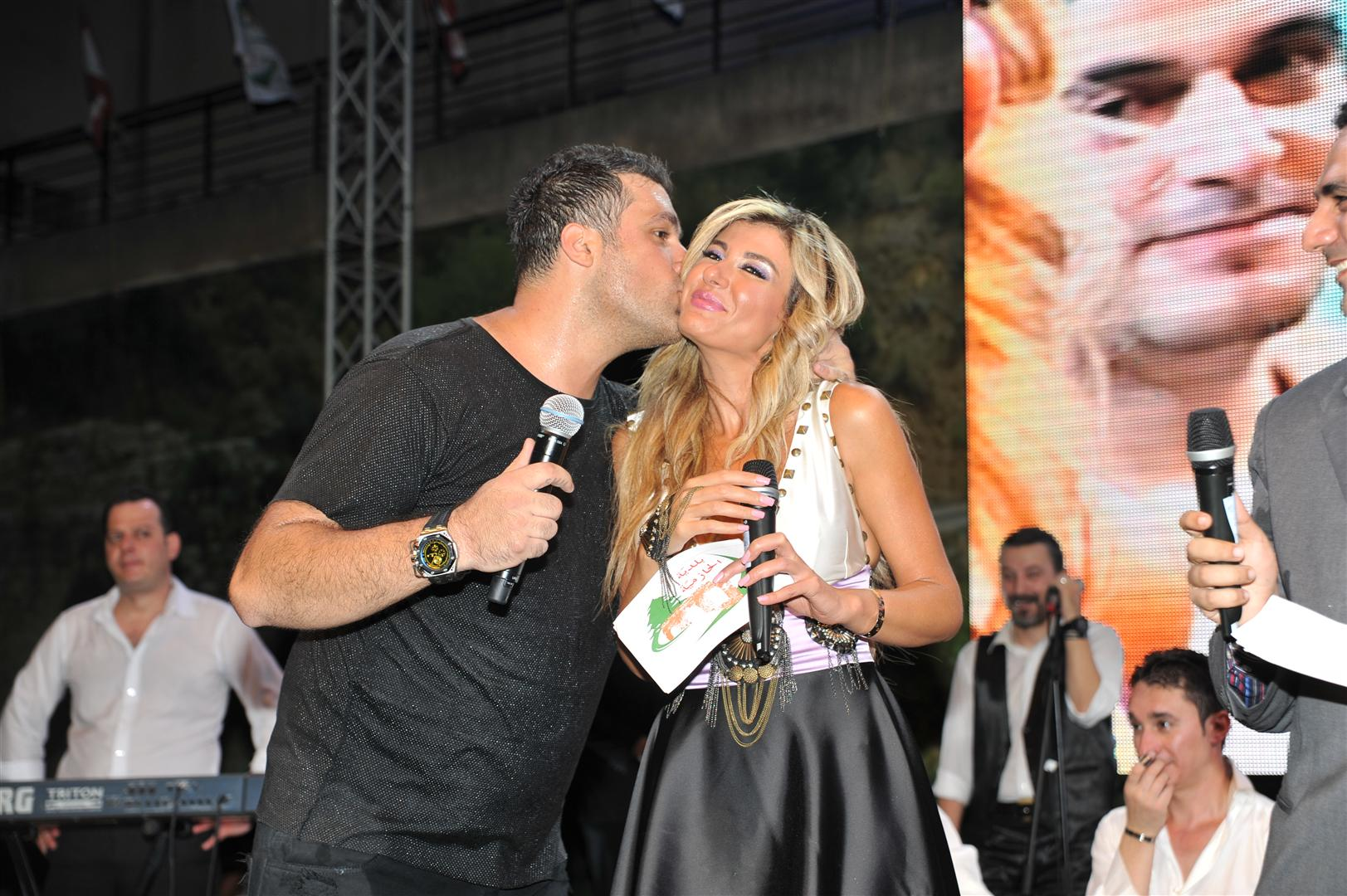
親臉頰

在歐洲，近世上層階級男人對女人的問候方式是用右手握住女人伸出來的手（通常是右手），並且鞠躬親吻手。 如果親密程度較低，則僅握住手而不親吻。男人右膝跪在地板上的超正式風格現在僅用於求婚，是一種浪漫的姿勢。
親臉頰在歐洲（主要是在南歐，但在某些中歐國家中也是如此）、加拿大部分地區（魁北克）和拉丁美洲很普遍，並且已經成為標準的問候方式。
雖然在許多文化中，親臉頰是一種普遍的問候方式，但每個國家都有其獨特之處。在俄羅斯、波蘭、斯洛文尼亞、塞爾維亞、馬其頓、黑山、荷蘭、伊朗和埃及，習慣於“兩邊臉頰各親三次”。意大利人、西班牙人、加泰羅尼亞人、匈牙利人、羅馬尼亞人、波斯尼亞和黑塞哥維那人通常會親兩次，而在墨西哥和比利時，只需親一次就可以了。在加拉帕戈斯群島，女性只在右臉頰上親吻，而在阿曼，男性握手後在鼻子上互相親吻並不罕見。法國文化接受多種問候方式，具體取決於所在地區。在整個法國，最常見的是親兩次，但在普羅旺斯則親三次，在南特則親四次。然而，在布列塔尼尖端的菲尼斯泰爾省和新亞奎丹大區的德塞夫勒省，則首選親一次。

### 其他问候姿势

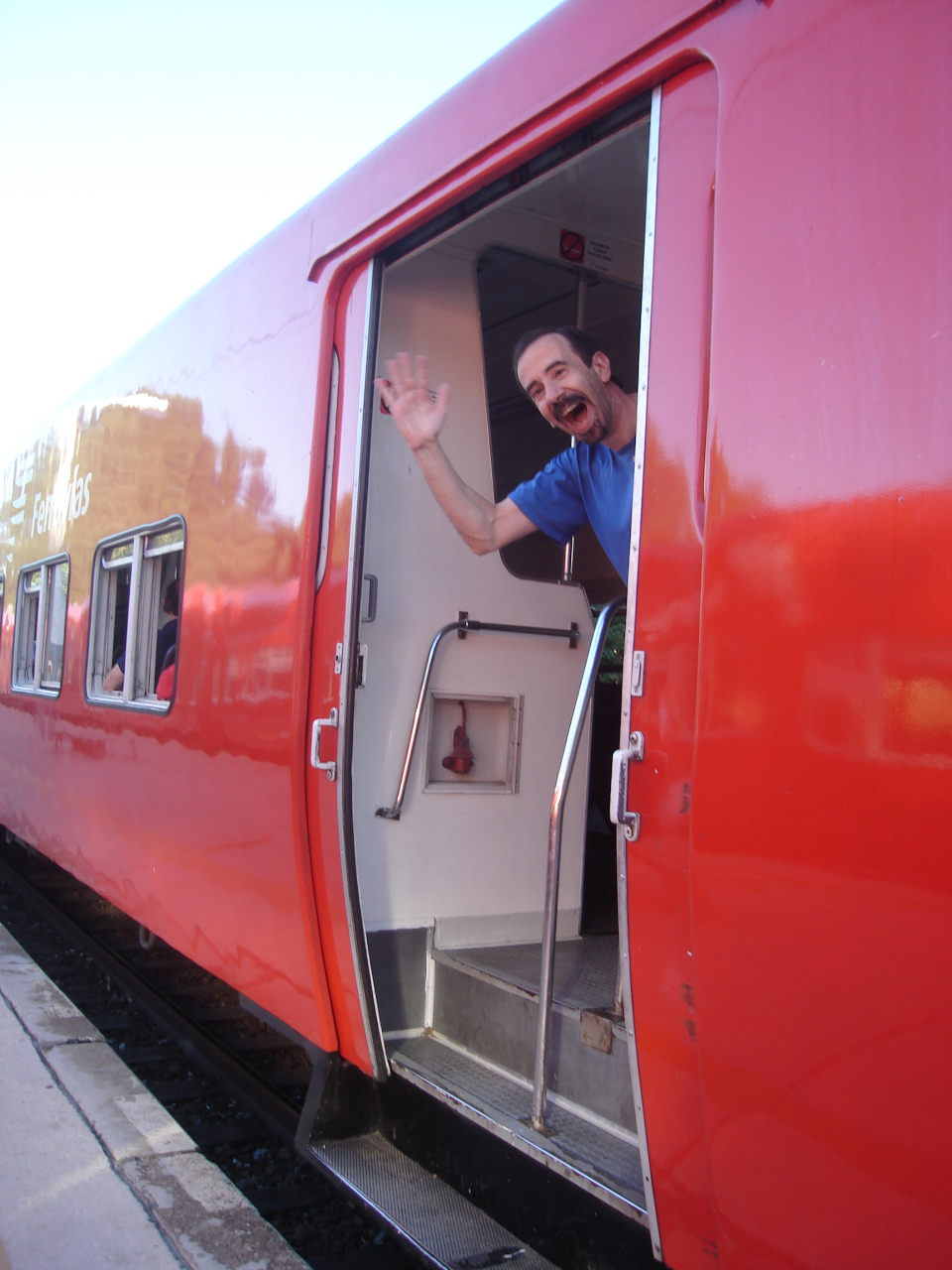
挥手

- 挥手（英语：List of gestures）
- 鞠躬
- 叩头
- 敬礼
- 合十禮的變化
  - Sampeah（英语：Sampeah）（柬埔寨式）
  - Wai（英语：Thai greeting）（泰國式）
- 击拳（英语：Fist bump）
- 举手击掌
- 鼻子互碰
  - 愛斯基摩親吻（英语：Eskimo kissing）
  - 碰鼻礼（毛利人文化）
- 擁抱
- 吻手禮的變化
  - Mano (gesture)（英语：Mano (gesture)）：改以額頭碰觸受禮者的手背（菲律賓文化）
- Pranāma（英语：Pranāma）
- Tehniyat（英语：Tehniyat）

## 電話答錄问候
電話答錄問候語是預先錄製的訊息，當電話答錄系統應答撥號時，電話答錄問候語會自動向撥號者播放。一些電話答錄系統允許向不同的撥號者播放不同的問候語。